# Marianna Salchinger
Marianna Salchinger, née le 20 janvier 1974 à Ligist, est une skieuse alpine autrichienne, spécialiste des épreuves de vitesse. Elle est une des rares skieuses à avoir remporté deux fois le classement général de la Coupe d'Europe de ski alpin.

## Biographie
Née le 20 janvier 1974 à Ligist, Marianna Salchinger intègre l'école de ski de Schladming à treize ans, en 1987. Après divers succès régionaux et nationaux, elle intègre e circuit FIS lors de la saison 1991-1992 avec des slaloms géants et des super G, puis honore son premier départ en coupe du monde le 27 février 1993, à 19 ans, lors de la descente de Veysonnaz (Suisse), dont elle se classe quarante-et-unième. Néanmoins elle doit attendre 1997 pour retourner régulièrement en coupe du monde. Entre-temps elle retourne sur les circuits FIS et européen, mais se blesse à l'épaule en 1994 et est contrainte à deux mois d'arrêt. En 1995 elle s'adguge un doublé Descente/Super G lors des championnats autrichiens juniors. Le mois suivant elle est alignée lors des championnats autrichiens seniors, et signe cette fois deux secondes places dans les deux mêmes disciplines de vitesse et est promu dans l'équipe B autrichienne, qui concourt (régulièrement en coupe d'Europe) pour la saison suivante. Elle en profite, dès la saison 1995-1996, pour monter sur son premier podium européen lors de la descente d'Innerkrems. Saison qu'elle conclu par un nouveau podium national, troisième des championnats autrichiens de super G.
Puis lors de la saison 1996-1997, ses résultats en coupe d'Europe explosent : En huit descentes elle signe trois victoires, deux secondes places et trois quatrièmes places. À peine moins bien en super G avec deux victoires et trois secondes places en sept courses. Ces succès lui assurent les titres européens dans les deux discipline ainsi que la première place du classement général,. Ils lui permettent également d'accéder aux épreuves de coupe du monde dans les deux disciplines pour la saison 1997-1998, mais elle ne réussit à intégrer que deux fois le top 30, de justesse, ce qui constitue néanmoins ses trois premiers points de coupe du monde : vingt-neuvième au super G de Mammoth Mountain et trentième à la descente d'Altenmarkt im Pongau. Chose rare, en parallèle elle continue à participer aux épreuves de coupe d'Europe, et le fait avec brio : six podiums dont deux victoires, seconde du classement de super G, et surtout à nouveau vainqueur du classement de descente et du classement général. Elle devinent ainsi la première femme à conserver ce titre de vainqueur du classement général de la coupe d'Europe (chez les hommes, Marcel Sulliger l'a fait lors des saisons 1992-1993 et 1993-1994 alors que Stephan Eberharter remporte le trophée une seconde fois en 1996-1997 après un premier sacre huit ans plus tôt).
Mais sa fin de saison est gâchée : le 17 mars 1998 elle chute dans une course et se blesse a genou : rupture du ligament croisé.
C'est donc après six mois sans entraînement qu'elle reprend la compétition, en coupe du monde grâce à ses nouveaux titres européens. Elle se consacre cette fois essentiellement à la coupe du monde et obtient ses premiers résultats probants : elle termine onze fois dans les points dont une belle sixième place obtenue lors du super G de Lake Louise en début de saison (le 29 novembre 1999) et une cinquième place lors de la descente de Saint-Moritz en fin de saison (le 5 mars 1999). Ce sont les deux meilleurs résultats mondiaux de sa carrière, obtenus lors de sa meilleure saison : vingt-deuxième du classement de descente avec 96 points, vingt-septième du classement de super G avec 62 points et quarante-neuvième du classement général avec 158 points.
La saison suivante, en 1999-2000, ses résultats en coupe du monde sont plus irréguliers, avec cinq top 15 mais aucun top 10. Ses classement finaux sont un peu moins bons : vingt-sixième du classement de descente avec 93 points, trente-troisième du classement de super G avec 38 points et soixante-deuxième du classement général avec 131 points.
Elle se fait opérer du cartilage du genou à l'intersaison 2000, opération qui la contraint à une nouvelle pause de six mois. À son retour à la compétition, les résultats ne suivent pas, elle ne retrouve pas sa place dans l'équipe première autrichienne et doit se cantonner à un retour sur les circuits secondaires, FIS et européens. À la fin de la saison, à seulement vingt-sept ans, elle met un terme à sa carrière.
Après sa carrière, elle reste dans le milieu du ski en écrivant pour le site ski2b.com et en travaillant pour la ZDF. Elle continue par ailleurs à skier un peu en compétition à un niveau amateur. Puis en 2002 elle fonde avec son mari Sven Raters une société de conception de sites web, smac,, où elle profite de son réseau en continuant à travailler avec les acteurs du ski (par exemple sa société réalise le site officiel des mondiaux de ski 2011 à Garmisch-Partenkirchen).

### Coupe du monde
- Meilleur classement général : 49e en 1998-1999[11]
- Meilleur classement en descente : 22e en 1998-1999[11]
- Meilleur classement super G : 26e en 1998-1999[11]
- Meilleur résultat : 5e lors de la descente de Saint-Moritz le 5 mars 1999[4]

#### Différents classements en coupe du monde
| Année/Classement | Général | Général | Descente | Descente | Super G | Super G |
| ---------------- | ------- | ------- | -------- | -------- | ------- | ------- |
| Année/Classement | Class.  | Points  | Class.   | Points   | Class.  | Points  |
| 1997-1998        | 112e    | 3       | 47e      | 1        | 51e     | 2       |
| 1998-1999        | 49e     | 158     | 22e      | 96       | 27e     | 62      |
| 1999-2000        | 61e     | 131     | 26e      | 93       | 33e     | 38      |

### Coupe d'Europe
- Meilleur classement général : 1re en 1996-1997 et 1997-1998[7]
- Meilleur classement en descente : 1re en 1996-1997 et 1997-1998[7]
- Meilleur classement super G : 1re en 1996-1997[7]
- Meilleur résultat : dix-huit podiums dont sept victoires[5]

#### Différents classements en coupe d'Europe
| Année/Classement | Général | Général | Descente | Descente | Super G | Super G | Slalom géant | Slalom géant |
| ---------------- | ------- | ------- | -------- | -------- | ------- | ------- | ------------ | ------------ |
| Année/Classement | Class.  | Points  | Class.   | Points   | Class.  | Points  | Class.       | Points       |
| 1994-1995        | 104e    | 11      | 24e      | 11       | -       | -       | -            | -            |
| 1995-1996        | 20e     | 59      | 7e       | 44       | 23e     | 7       | -            | -            |
| 1996-1997        | 1re     | 1236    | 1re      | 610      | 1re     | 498     | 15e          | 128          |
| 1997-1998        | 1re     | 681     | 1re      | 429      | 2e      | 252     | -            | -            |
| 1998-1999        | 113e    | 48      | -        | -        | 47e     | 24      | 51e          | 24           |
| 1999-2000        | 29e     | 229     | 15e      | 116      | 13e     | 113     | -            | -            |
| 2000-2001        | 36e     | 203     | 9e       | 147      | 26e     | 56      | -            | -            |